# Załogi-Jędrzejki
Załogi-Jędrzejki – wieś w Polsce położona w województwie mazowieckim, w powiecie przasnyskim, w gminie Czernice Borowe.
W skład sołectwa Załogi wchodzą: Załogi-Jędrzejki, Nałęcze, Toki i Załogi-Cibory.
| SIMC    | Nazwa         | Rodzaj     |
| ------- | ------------- | ---------- |
| 0113336 | Nałęcze       | przysiółek |
| 0113359 | Załogi-Cibory | przysiółek |

W latach 1975–1998 miejscowość administracyjnie należała do województwa ciechanowskiego.